# 萧十一郎 (2002年电视剧)
《萧十一郎》，中国大陆武侠剧，导演是黎文彦。该剧改编自小说家古龙的武侠小说《萧十一郎》。

## 剧情
江湖遊俠蕭十一郎（吴奇隆饰）無意中發觀了傳說中已失踪多年的神物割鹿刀，從此不僅捲入了一場驚心動魄的江湖之爭，更結識了有“天下第一美人”之稱的奇女子沈璧君（朱茵饰）。沈璧君自幼與“武林第一世家--連家堡”堡主連城璧（于波饰）定親，雖然命運令她與蕭十一郎相識、相知、相戀，但為了守信，更為了家族的生存，沈璧君掩埋下自己對蕭十一郎的感情，真心真意地嫁作連家婦。連城璧向來自負多疑，他內心越是愛沈璧君，就越是懷疑妻子的清白，這使得他自己和沈璧君都飽受折磨。無名的嫉妒使連城璧將蕭十一郎視為仇敵。連城璧與蕭十一郎的爭鬥給了武林中的黑暗勢力--逍遙侯（于震饰）以可乘之機。逍遙侯應當算是連城璧的叔叔--是連城壁的祖父與一名妓女的私生子。他不僅天生殘疾，而且自幼便被父親拋棄。長大成人的逍遙侯練就了一身詭異武功，一心想要稱霸武林並向拋棄了自己的連家復仇。為了達到這一目的，他必須找到割鹿刀的下落，因為那是天底下唯一能夠克制他的神器。作為沈璧君的陪嫁，割鹿刀已經由沈家送到了連家。為了少生事端，沈家老太君故意放出風聲，假稱割鹿刀已被“大盜”蕭十一郎奪走。於是，蕭十一郎也成了逍遙侯的攻擊對象。
也許是天意，一心想為連家婦的沈璧君不斷地與蕭十一郎相逢，而連城璧無端休掉無瑕的沈璧君，更無端地陷害著無辜的蕭十一郎和沈璧君。連城璧的妹妹連城瑾（刘思彤饰）一直痴戀蕭十一郎，待發現蕭十一郎始終愛的卻是自己的嫂嫂時，一氣之下嫁給了侯的手下。逍遙侯利用連城瑾的衝動幼稚，趁著連城璧正一心對付蕭十一郎的機會，毀了連家堡，奪去了割鹿刀。沈璧君見連城璧在城堡被毀之後一蹶不振，心有不忍，於是不計前嫌地再度回到連城璧身邊，幫助他重振連家。為了武林的和平與安寧，蕭十一郎也放下個人的感情，在暗中全力支持連城璧。蕭十一郎終於破解了割鹿刀的秘密，與連城璧一起聯手剷除了逍遙侯。
連家堡再振雄風，嫉妒的丈夫，卻把矛頭再度指向情敵蕭十一郎，他為了勝過蕭十一郎，甚至不惜去學逍遙侯的陰邪武功，讓自己一步步的走入魔道。被逼到了絕境的蕭十一郎，在沈璧君勇敢和真愛支持下，與連城璧對決獲勝，兩個苦戀的情人終成眷屬。

## 演出
| 演员   | 角色     | 备注                                                             |
| 吴奇隆 | 萧十一郎 | 江湖大侠                                                         |
| 朱茵   | 沈壁君   | 连城璧妻子，与连城璧无夫妻之实，是处女，后和萧十一郎终成眷属。   |
| 于波   | 连城璧   | 连家堡堡主，后炼成逍遥侯神功，最终败于萧十一郎。                 |
| 马雅舒 | 风四娘   | 风情万种，暗恋萧十一郎，因萧十一郎心有所属而绝望地嫁给了杨开泰。 |
| 万弘杰 | 杨开泰   | 杨家马场少主，逍遙侯之子，爱上江湖妖女风四娘，两人结为连理。     |
| 刘思彤 | 连城瑾   | 灵鹫爱人，被雪鹰强奸玷污                                         |
| 杨俊毅 | 灵鹫     | 逍遥侯部下                                                       |
| 张晋   | 雪鹰     | 逍遥侯部下，强奸玷污连城瑾                                       |
| 郑毓芝 | 沈太君   |                                                                  |
| 崔哲铭 | 司马相   |                                                                  |
| 宫小卉 | 素素     |                                                                  |
| 于震   | 逍遙侯   | 杨家马场场主，武林黑暗势力之主，后被连城璧所杀。                 |
| 李倩   | 小公子   |                                                                  |
| 孫寶光 | 白楊     |                                                                  |
| 邵峰   | 綠柳     |                                                                  |
| 張志超 | 泥鰍     |                                                                  |
| 曹曦文 | 小香     |                                                                  |

## 電視原聲
| 曲序 | 曲目               | 演唱   |
| ---- | ------------------ | ------ |
| 1.   | 《转弯》（主题曲） | 吳奇隆 |
| 2.   | 《隐痛》（片尾曲） | 吴奇隆 |